# Иксанов, Мустахим Белялович
Мустахим Белялович Иксанов (каз. Мұстақым Біләлұлы Ықсанов; 30 марта 1926, с. Байдуков, Уральская губерния, Казахская АССР — 18 ноября 1991) — советский казахский государственный и партийный деятель.

## Биография
Родился 30 марта 1926 в селе Байдуков (ныне село Борсы Джанибекского района Западно-Казахстанской области Казахстана).
Член ВКП(б) / КПСС с 1951.
Первый секретарь Кзыл-Ординского обкома КП Казахстана (1963—1966), первый секретарь Джамбульского обкома КП Казахстана (1970—1971), первый секретарь Уральского обкома КП Казахстана (1976—1985), кандидат в члены ЦК КПСС (1976—1986), член ЦРК КПСС (1971—1976). Депутат Совета Союза Верховного Совета СССР 7-8 (1962—1970) и 9-11 созывов (1974—1989) от Уральской области (11 созыв).
- 1941—1945 гг. — учащийся Алма-Атинского железнодорожного техникума КазССР, г. Алма-Ата.
- 1945—1946 гг. — техник 18 дистанции пути Казахской железной дороги, ст. Тентек.
- 1945—1946 гг. — техник 4 дистанции службы пути ст. Актогай Казахской железной дороги ст. Актогай.
- 1946—1947 гг. — студент Ташкентского института инженеров железнодорожного транспорта Узбекской ССР, г. Ташкент.
- 1947—1952 гг. — студент Казахского сельскохозяйственного института, г. Алма-ата.
- 1952—1952 гг. — прораб «Джетысайстрой» Ильичевского района Чимкентской области.
- 1953—1953 гг. — начальник производственно-технического отдела управления «Джетысайстрой» Ильичевского района.
- 1953—1955 гг. — главный инженер управления «Джетысайстрой».
- 1955—1958 гг. — начальник управления «Джетысайстрой».
- 1958—1961 гг. — управляющий трестом «Казирголстепстрой», Ильичёвский район.
- 1961—1962 гг. — Первый секретарь Ильичёвского райкома партии Чимкентской области.
- 1962—1963 гг. — начальник Южно-Казахстанского краевого управления водного хозяйства, г. Чимкент.
- 1963—1966 гг. — Первый секретарь Кзыл-Ординского обкома КП Казахстана г. Кзыл-Орда.
- 1966—1970 гг. — заместитель председателя Совета Министров КазССР, г. Алма-Ата.
- 1970—1971 гг. — Первый секретарь Джамбульского обкома КП Казахстана.
- 1971—1975 гг. — секретарь ЦК КП Казахстана, г. Алма-Ата.
- 1975—1985 гг. по 13.06.1986 г. — Первый секретарь Уральского обкома КП Казахстана, г. Уральск.

Избирался депутатом Верховного Совета Казахстанской ССР 6-го, 7-го, 8-го, 9-го созывов.
В 2005 году одной из улиц Уральска было присвоено имя известного общественного и государственного деятеля Мустахима Иксанова. Средней общеобразовательной школе #36 г. Уральска присвоено имя М. Б. Иксанова

## Сочинения
- Письма с предложениями трудящихся / М. Иксанов. — Алма-Ата: Казахстан, 1985. — 56 с.